# ラジフ語
ラジフ語は、アフロ・アジア語族のセム語派の中央セム諸語に属する言語である。ラージヒーとも呼ばれる。イエメンの北西の端の角のサアダ県のラージフ地方のラージフ山周辺で話されている。西暦6世紀までの碑文でのみ知られていたサイハド語の現代における生き残りとされる。
サイハド語は古代南アラビア語とも呼ばれるが、南アラビア諸語（現代南アラビア語）とは別系統であり、アラビア語とも異なる。
ラジフ語は、アラビア語とは異なる基本語彙、文法体系を持つ。
ラジフ語は21世紀になってから報告された言語であり、Ethnologueでは19版（2016年）になって追加された。しかしサイハド語に属するとはしておらず、中央セム諸語のひとつとして分類するにとどめる。